# Икаро Вальдеррама
Икаро Вальдеррама Oртиз, (исп. Íkaro Valderrama Ortiz; род. 17 июля 1984 года, Колумбия) — музыкант, автор и исполнитель песен на различных языках, поэт, писатель и путешественник из Колумбии. На его музыкальное и литературное творчество главным образом повлияли его опыт и обучение в Сибири, поэзия и фолк-рок. Как певец и автор песен он выделяется своим использованием сибирского горлового пения и котодама. В его выступлениях его сопровождают электрогитара и сибирские инструменты. Помимо сольной деятельности, является гитаристом хакасской рок-группы TILEKEI.
Как писатель, его антология «Cuentos de minicuentos» [«Истории о миниисториях»] делает его одним из мастеров микрофантастики в новейшей колумбийской литературе.

## Биография
Родился в 1984 году у подножья колумбийских Анд в Согамосо и с детства впитал в себя древние традиции южноамериканских индейцев. Закончил колумбийский Университет по специальности «Философия Древней Греции» (Universidad de los Andes, Bogotá, 2006).
Его пригласили преподавать в университете, но подчиняясь внутреннему зову он начал путешествовать. Его привлекают и очень дороги земли и народы Сибири: Байкал, Тува, Алтай, Башкортостан, и особенно Хакасия. За время путешествий Икаро познакомился со многими мастерами музыки, научился играть на различных традиционных музыкальных инструментах, но главным своим инструментом считает Голос и электрогитара.

## Музыкант
Стиль Икаро можно отнести к акустическому панку или фолк-року. Икаро изучил такие техники пения как: индийское классическое пение с международным мастером Анандита Басy (Богота, Колумбия 2012—2013) и Махуа Мухэрджи (ноябрь 2014 Нью-Дэли, Индия); горловое пение Сибири (обучение проходило в горах Урала с мастером горлового пения «Узляу» Илгамом Байбулдиным 2011 и 2013); ритуальная музыка Анд и Джунглей Амазонки (с различными этническими группами Колумбии, Перу и Эквадора). И другие техники в этом направлении, например, Котодама из Японии. Икаро играет на многочисленных традиционных музыкальных инструментах..

### Дискография

#### Альбомы
Ikaro (2020)
Hijos del Viento (2018) [Дети Ветра]
TransBaikal 2.1 (2014)

#### Singles
Soy de agua (feat. La Paliza) [Я из воды]

## Писатель
Икаро в совершенстве владеет испанским и английским языками. Свободно говорит на русском и читает на древнегреческом языке. Также одним из направлений его творческой деятельности является литература. Икаро Вальдеррама автор нескольких книг.

### Публикации
- Tengri, el libro de los misterios [Тенгри, книга тайн -  стихи, второе изд. Lobo Blanco Editores, 2019]
- Danzas del ojo de piedra. [Танцы каменных глаз], 2019[12]
- La Ciencia Métrica de los Placeres, una aproximáción al Protágoras de Platón - [Метрическая наука об удовольствиях, подход к Платону Протагору] (Ediciones Uniandes, 2007; 2.ª ed. Colección Frónesis)
- Cuentos de Minicuentos (Escrito con el heterónimo de Tundama Ortiz; segunda edición, 2013) [«Истории о миниисториях»][4].
- «Сибирь в твоих глазах» («Siberia en tus ojos»). Colección Inmigrantes de El Peregrino Editores. Bogotá, 2014.
- «Cuentos de minicuentos» de Tundama Ortiz (литературная маска). Второе издание, Taller Ciudad de Nubes. Bogotá, 2013.[13]
- «Окна тишины»(« Ventanas del silencio»). Сборник хоку в сотрудничестве с фотографами Andrés Vergara и Tangrama Gráfica. Богота.)[14].
- Kotodama: El Espíritu de la Palabra [Котодама: Дух Слова] (Lobo Blanco Editores, 2018)[15]